# Chytriomyces gilgaiensis
Chytriomyces gilgaiensis är en svampart som beskrevs av Willoughby 1965. Chytriomyces gilgaiensis ingår i släktet Chytriomyces och familjen Chytridiaceae.   Inga underarter finns listade i Catalogue of Life.